# Francisco Puertas Soto
Pour les articles homonymes, voir Puertas (homonymie) et Soto.
Francisco Puertas Soto, né le 18 novembre 1963 à Lazkao dans le Guipuscoa, est un joueur espagnol de rugby à XV, évoluant au poste de demi d'ouverture ou d'arrière pour l'équipe nationale d'Espagne. 

## Carrière

### Clubs successifs
- Ordizia RE : 1981-1984
- Canoe Rugby Club Madrid : 1984-1991
- Aviron bayonnais rugby pro : 1991-1996
- Saint-Jean-de-Luz olympique rugby : 1996-2004
- Ordizia RE : 2004-2006

### Équipe nationale
Francisco Puertas Soto a eu 93 sélections internationales en équipe d'Espagne, c'est le record national[réf. nécessaire].

## Statistiques en équipe nationale
- 93 sélections en équipe d'Espagne (1994-2001)
- Participation à la Coupe du monde de rugby à XV 1999 : 2 matchs comme titulaire.